# Giorgos Mouratidis
Giorgos Mouratidis (* 1927 in Thessaloniki; † 30. April 2013) war ein griechischer Fußballspieler.

## Sportlicher Werdegang
Mouratidis begann seine Karriere bei Apollon Kalamarias. 1947 wechselte der Mittelfeldspieler zu PAOK Thessaloniki in die Alpha Ethniki, die höchste Liga im griechischen Fußball. Dort avancierte er zum Nationalspieler, im November 1948 kam er als Einwechselspieler bei der 1:2-Niederlage gegen die Türkei zu seinem Länderspieldebüt für die griechische Landesauswahl. Parallel gewann er auf Vereinsebene 1948 sowie 1950 die Regionalmeisterschaft, in der griechischen Meisterschaft blieb die Mannschaft jedoch chancenlos.
1951 wechselte Mouratidis zum Hauptstadtklub AEK Athen, der jedoch ebenfalls im Schatten der seinerzeit die Meisterschaft dominierenden Mannschaften von Olympiakos Piräus und dem Athener Lokalrivalen Panathinaikos stand. Im März 1954 kam er dort knapp drei Jahre nach seinem letzten Länderspieleinsatz noch einmal im Rahmen der Qualifikation zur Weltmeisterschaftsendrunde 1954 zu seinem achten und letzten Spiel für die Nationalmannschaft, mit einer 0:1-Niederlage im direkten Vergleich mit Jugoslawien um den Gruppensieg verpasste er die Teilnahme am in der Schweiz ausgetragenen Turnier. Mindestens bis 1955 spielte er noch für AEK in der griechischen Meisterschaft.